# Kangro Caka
Kangro Caka (kinesiska: Kangru Chaka, 康如茶卡) är en saltsjö i Kina. Den ligger i den autonoma regionen Tibet, i den sydvästra delen av landet, omkring 590 kilometer nordväst om regionhuvudstaden Lhasa.
Genomsnittlig årsnederbörd är 240 millimeter. Den regnigaste månaden är augusti, med i genomsnitt 70 mm nederbörd, och den torraste är december, med 3 mm nederbörd.